# 佐藤美知子
さとう みちこ（本名：佐藤 美知子〈読み同じ〉、出生名：柴田 美知子〈しばた みちこ〉、1952年2月10日 - ）は、元秋田放送アナウンサー（フリーアナウンサー)。秋田県秋田市出身。秋田県立秋田北高等学校・日本大学芸術学部放送学科卒業。子はCDデビューを果たしたつばさである。

## 人物
- 大学時代にウルトラマンショーのお姉さんとして3年間全国をまわる。大学時代はタレント活動もしていたが、卒業後はふるさと秋田に戻り秋田放送のアナウンサーとして活動している。
- 2016年9月13日(火)放送の『情報ライブ ミヤネ屋』で、林マオが夏休み休暇のため、代打で幸坂理加が宮根誠司と司会をした。幸坂の応援のため、秋田放送の本社からの中継で秋田で有名な竿燈を披露。秋田でいうと全国高齢化率ナンバーワンということで、井関裕貴により民放の局アナのなかで最年長と紹介され、年齢が64歳(2016年現在)で現役アナウンサーと全国放送された。
- 2018年3月31日に44年間勤めた秋田放送を退社。フリーアナウンサーとなる[1]。これに伴い、アナウンサー名を本名の「佐藤美知子」から平仮名読みの「さとうみちこ」に改称した。

## 出演番組
★は、出演中

### フリーランス
- 『まめだす! ねんりん倶楽部』★
- 『Michiko と LaLaLa』　→ 「みちことLaLaLa」 → 「みちことラララ!」★[2]

### 秋田放送勤務時
- 『ABSストレイトニュース』（土・日） - NNNストレイトニュースのローカルパート
- 定時ニュース（さきがけニュース） など
- 『ABSワイドゆう』 - 中継担当
- 『ゆうドキっ!』（金曜日）「トピコ花まるっ!」～「廣田アナの勉強になりますっ!」担当
- 『こまち旅もよう』（土曜日）では、元アナウンサーの丹内モモコとともにパーソナリティー
- 『サンデー電話リクエスト』（1975年 - 1980年)』末期アシスタント。[3]
- 『ABSニュースワイド』（1982年- 1989年）
- 『24時間テレビ』[4][5]
- 『ABSカラオケ歌謡大賞』
- 『ホットライン』（TBS系列の朝の情報番組）
- 『ビッグモーニング』(秋田中継担当)[6]
- 『出前民謡』
- 『おはよう秋田市長です』
- 『セキスイハウスのふれあいトーキング』
- 『週刊エビス堂』
- 『なんてったって日曜はスポーツ』
- 『ABSサンサンモーニング』（木曜担当）
- 『ヤングのど自慢』（ラジオ公開録音番組）